# Amsterdam Crusaders
Die Amsterdam Crusaders sind eine niederländische American-Football-Mannschaft aus Amsterdam. Aktuell spielen die Crusaders in der höchsten nationalen Spielklasse.

## Geschichte
Die Crusaders sind mit 22 nationalen Meisterschaften mit Abstand die erfolgreichste niederländische American-Football-Mannschaft. Auch auf europäischer Ebene gehörten sie vor allem Anfang der 1990er Jahre zu den besten Teams. Zwischen 1988 und 1993 standen die Crusaders fünfmal im Eurobowl und konnten diesen zweimal (1991 gegen die Berlin Adler 21:20 und 1992 gegen Giaguari Torino 42:24) für sich entscheiden.
1994 und 1995 nahm das Team an der Football League of Europe (FLE) teil, ohne allerdings an frühere Erfolge anknüpfen zu können.
1996 kehrten sie in die niederländische Liga zurück und konnten auf nationaler Ebene auf die Erfolgsspur zurückkehren. Auf internationaler Ebene konnten sie allerdings nicht mehr an die ganz großen Erfolge anknüpfen. Nach dem Vorrundenaus in der European Football League 1996 nahmen sie zwischen 2006 und 2011 am EFAF Cup teil, überstanden dabei aber lediglich 2009 die Vorrunde. Zur Saison 2015 nahmen die Crusaders wieder an der European Football League teil, scheiterten aber in der Vorrunde. Ein Jahr später erreichten sie das Finale, wo sie Frankfurt Universe unterlagen. 2017 und 2018 waren die Crusaders Teil der Big6 European Football League, holte in vier Spielen aber nur einen Sieg. 2019 nahmen die Crusaders am letzten Eurobowl XXXIII teil, da nur zwei Mannschaften gemeldet hatten. Sie unterlagen den Potsdam Royals mit 12:62.
Zur Saison 2022 initiierten die Crusaders die BNL Football League, eine gemeinsame Liga Belgiens und der Niederlande und stiegen aus der niederländischen Meisterschaft aus. Die BNL existierte drei Spielzeiten und wurde nach der Saison 2024 eingestellt. In allen drei Spielzeiten gewannen die Crusaders jeweils die Meisterschaft.
Zur Saison 2025 kehrten die Crusaders in die niederländische Liga zurück und gewannen nach einer perfekten Saison ihre 22. niederländische Meisterschaft.

## Weitere Teams
Neben der Herrenmannschaft haben die Crusaders im Jugendbereich drei Tackle-Football- und zwei Flag-Football-Mannschaften im Spielbetrieb.